# Marais salants de Guérande
Cet article concerne uniquement les « Marais salants de Guérande ». Pour ceux du Mès, voir Marais du Mès.
Les marais salants de Guérande sont une zone de marais salants française située sur le territoire des communes de Guérande, Batz-sur-Mer, Le Croisic et La Turballe, dans l'ouest du département de la Loire-Atlantique.
À une vingtaine de kilomètres au nord se trouve un autre bassin salicole, les marais du Mès, qui sont associés à ceux de Guérande dans le cadre du « bassin salicole de la presqu'île guérandaise ».

## Géographie

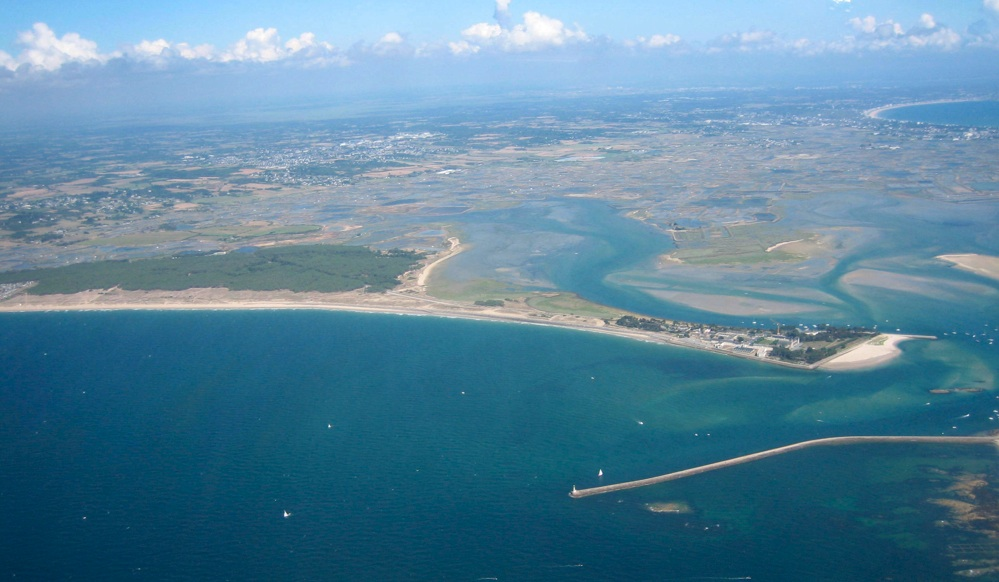
La Grande Falaise et la pointe de Pen-Bron, en arrière le petit Traict et les marais salants.

Les marais salants occupent la partie orientale d'une vaste zone plane dont l'altitude maximale ne dépasse pas 6 mètres, située entre le coteau de Guérande au nord et la presqu'île du Croisic au sud qui la sépare de l'océan Atlantique. À l'ouest, cette zone est presque entièrement isolée de l'océan par la pointe de Pen-Bron, à l'exception d'un passage de 500 m de large entre le port du Croisic et l'hôpital de Pen-Bron, qui permet à l'eau d'y pénétrer à marée montante grâce à deux bras de mer, localement baptisés les Traicts du Croisic.
La partie occidentale de la zone, plus proche de l'océan, forme un vaste estran, permettant de différencier les deux traicts l'un de l'autre : le Petit Traict au nord (chenal de Pen-Bron, puis étiers de Pen-Bron et de la Paroisse) et le Grand Traict au sud (chenal des Vaux, puis étiers de Grévin et de la Croix) découvert à marée basse et recouvert à marée haute. Cet estran, qui fait partie du domaine maritime de l'État, est délimité par une digue construite au XIXe siècle. À la limite de l'estran et des marais, et entre les deux Traicts se trouve une presqu'île créée par les aménagements des marais salants sur le domaine marin appelé Sissable.
À l'est, les marais salants communiquent également avec l'océan par l'intermédiaire de l'étier du Pouliguen qui marque la limite administrative entre les communes de La Baule-Escoublac et du Pouliguen. La partie sud de cet étier devient ensuite un chenal qui abrite un port de plaisance.
Les marais salants sont répartis entre les communes de Batz-sur-Mer au sud, de Guérande au nord, et pour une faible part, de La Turballe au nord-ouest. La commune du Pouliguen qui cadastrait quelques salines, comblées depuis les années 1960 sous la pression immobilière, et celle de La Baule, sans aucune emprise cadastrale sur le marais, sont limitrophes du bassin salicole.
Le site est longé par les routes départementales 774 à l'est, et 245 au sud.

## Histoire

### Évolution du niveau marin

Variations mondiales du niveau de la mer au cours de la transgression flandrienne. Les dates sont indiquées en BP : « avant présent », soit 1950 année de référence.

Au cours de la dernière période glaciaire, Würm selon l'appellation classique, le niveau marin baisse de plus de 100 mètres au-dessous du niveau actuel. La Loire et la Vilaine creusent de part et d'autre de la presqu'île guérandaise de profondes vallées aujourd'hui sous-marines. La côte se trouve alors très au-delà des phares de la Banche et du plateau du Four, au large du Croisic. Le territoire est occupé par des chasseurs nomades du magdalénien, dont un campement a été fouillé au Croisic.
De la fin de la période paléolithique à moins 5500 ans.
À la remontée des eaux avec la fonte des glaces, lors de la dernière transgression (Flandrien), la cuvette entre le coteau de Guérande et le plateau du Croisic devient brièvement maritime, mais avec une très faible profondeur d'eau ; des cordons littoraux fossiles au pied du coteau de Guérande et autour de Saillé (en limite actuelle des Marais Salants) marquent l'avancée maximale du domaine maritime franc, durant cette période Batz et le Croisic ont peut-être été une (ou des) île(s) lors des marées hautes uniquement. La tranche d'eau reste faible, le socle granitique n'est jamais loin et émerge aujourd'hui dans le fond des marais en de nombreux points, notamment entre Saillé et Batz.
La dépression des actuels marais est comblée par des argiles déposées entre moins 11000 ans et moins 5500 ans.

Variations mondiales du niveau de la mer au cours de l'Holocène, (-6000 à +2000 par rapport à JC, ici). Les dates sont indiquées en BP : « avant présent », soit 1950 année de référence.

Il se forme durant cette période transgressive une zone de prairies maritimes dont les rives sont probablement occupées par les dernières populations paléolithiques, comme le montrent les silex trouvés entre Batz-sur-Mer et Le Croisic, puis par celles du Mésolithique atlantique connues avec les nombreux sites sur le coteau de Guérande et dans la Presqu'île du Croisic qui ont livré des microlithes caractéristiques. À la fin de cette première phase, la végétation terrestre palustre (marais d'eau douce) s'étend dans la cuvette (couche de tourbes de La Turballe et de Batz-sur-Mer, que l'on trouve aussi sous les dunes à La Baule). Au moins à deux reprises, la montée des eaux océaniques chasse les premiers habitants, comme l'indique une couche d'argile jaune limoneuse au sommet des sédiments qui comblent l'ensemble de la cuvette.
Du Néolithique à nos jours.
Au Néolithique, le niveau marin est de 2 à 4 mètres inférieur au niveau actuel, comme le montrent deux mégalithes implantés dans le marais (notamment un dolmen avec son tumulus situé près du lieu-dit Mouzac dont la base est au niveau actuel de la mer). Les Marais Salants sont donc une vaste prairie plus ou moins arborée, et déjà cultivée.
Le niveau moyen de la mer s'élève brusquement au cours de l'âge du bronze pour approcher temporairement le niveau d'aujourd'hui ; ce phénomène d'élévation prend fin vers 500 av. J.-C. Les Marais Salants changent donc profondément d'aspect, les prairies maritimes recouvertes par la mer aux grandes marées reprennent leur place. Depuis lors, le niveau oscille entre moins 2 mètres et plus 50 cm, avec une tendance générale transgressive jusqu'à nos jours.
Au début de l'occupation romaine, la cuvette est moins maritime qu'aujourd'hui : une oscillation négative a en effet été mise en évidence en plusieurs points entre la Vilaine et l'île de Noirmoutier, ainsi que dans les marais salants et en Brière, et sur l'ensemble du littoral atlantique, jusqu'en Mer du Nord, la ligne de rivage recule donc, ce qui a dû être très visible dans cet environnement très plat à la suite des colmatages antérieurs par les sédiments accumulés dans la cuvette.
À partir du IVe siècle, une nouvelle poussée transgressive donne leur aspect actuel aux marais, le niveau de la mer tend à monter (faiblement) depuis cette période. Le « Traict du Croisic » devient alors l'exutoire principal du balancement des marées avec son débouché entre Le Croisic et les rochers granitiques pointant sous le centre héliomarin de Pen-Bron. Les marais occupent la zone anciennement recouverte dans l'année par les grandes marées de vives eaux. Le double tombolo se constitue progressivement par des accumulations de sable à ses extrémités (pointe de Pen-Bron à l'ouest, dunes d'Escoublac à l'est), alimentées par les apports de sédiments venant de l'estuaire de la Loire et l'estuaire de la Vilaine. Le développement dunaire a été particulièrement important de la fin du Moyen Âge au XVIIIe siècle, faisant disparaître l'ancien village d'Escoublac.

### Les installations salicoles

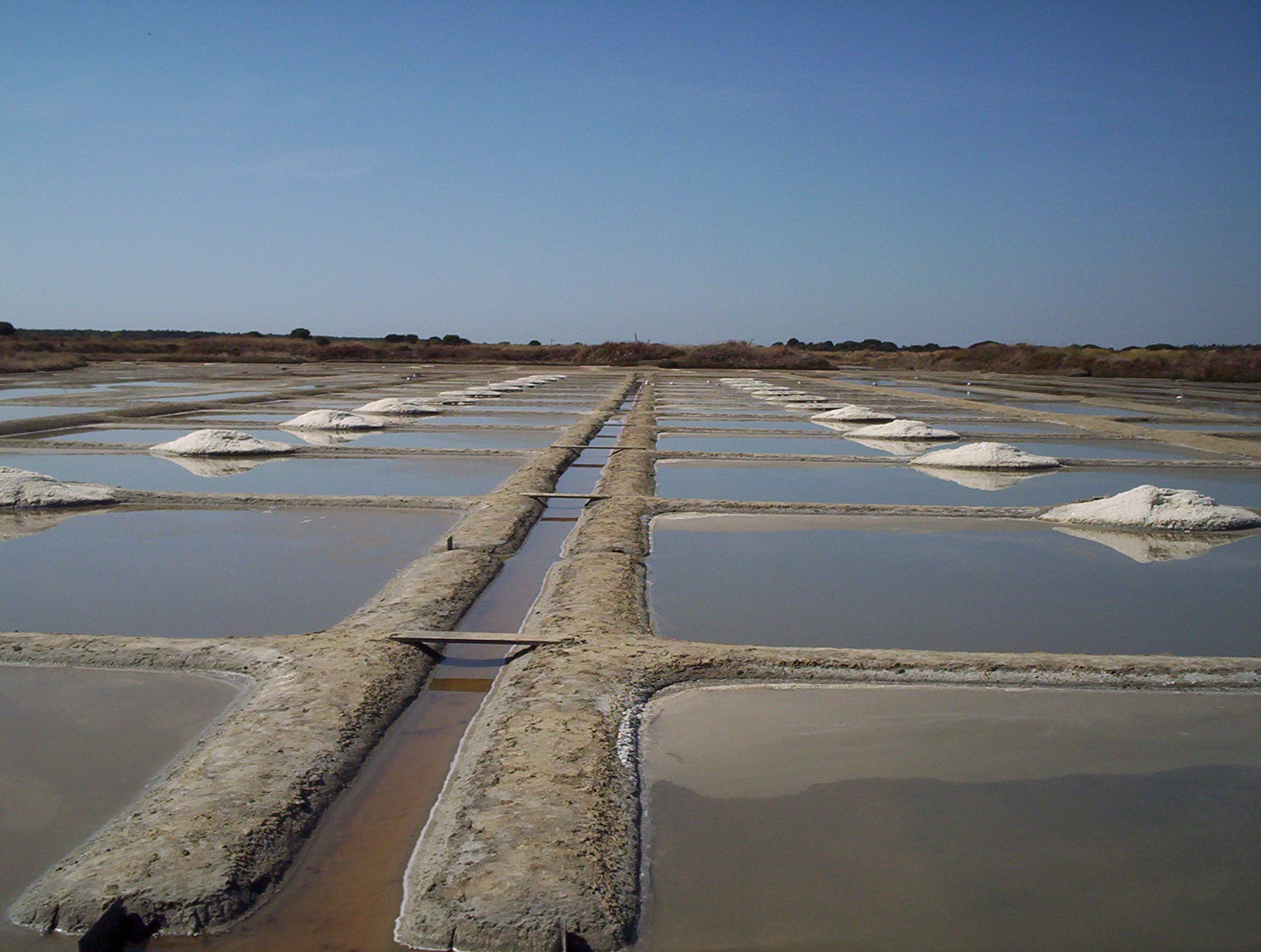

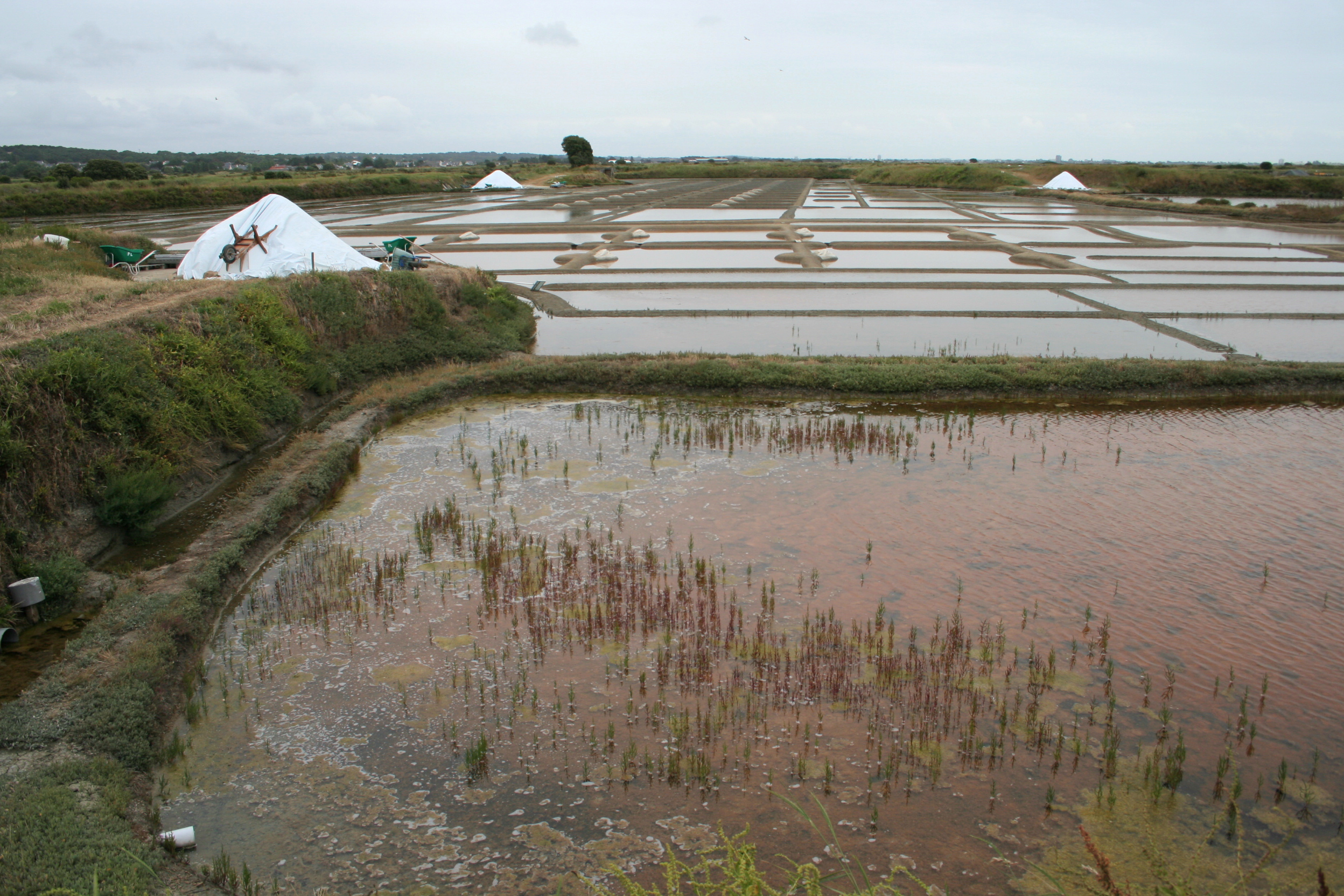

Gagnant sur les prés salés et la bôle, qui relevaient alors, selon les lieux, du domaine ducal ou seigneurial, puis sur l'estran, la construction des premières salines part du pied du coteau de Guérande et de la « presqu'île » intérieure de Saillé pour atteindre Batz-sur-Mer, par Leniphen et Trégaté, soit à partir de la fin de l'époque romaine, soit de la période de la colonisation bretonne du VIIe siècle. Jusqu'au IXe siècle, les marais salants ont une extension plus réduite qu'actuellement : la zone de balancement des marées est alors plus étendue, l'étier du Pouliguen et l'ouverture du Traict au Croisic étant plus larges et profonds qu'aujourd'hui. Des documents de cette époque donnent des indications sur la structure des installations salicoles, semblable à celle d'aujourd'hui.
La technique de travail s'est fixée au XVe siècle. L'endiguement et les aménagements hydrauliques ont leur optimum entre le XIVe siècle et le XVIIe siècle ; les dernières salines sont construites à la fin du XVIIIe siècle de part et d'autre du Grand Traict, à Sissable et à la pointe de Sinabat. L'extension sur le domaine maritime est restée ensuite très limitée en raison des modifications du cadre juridique (indivision du domaine public à partir de la Révolution française) et de la baisse de la demande de sel en Europe du Nord (à la suite de l'apparition de nouvelles sources d'approvisionnement).
À la suite des tempêtes de 1877, 1880, 1894 et 1900 qui ont emporté plusieurs centaines de mètres de levées, un « syndicat des digues » est créé en 1901. Les digues sont renforcées par des murs maçonnés. Après la Seconde Guerre mondiale, les producteurs de sel du littoral atlantique créent des coopératives : la plus importante est celle de la « presqu'île guérandaise », avec ses deux bassins salicoles, puis celles de « Noirmoutier », du « Littoral vendéen », de « Charente-Maritime », et en dernier lieu : la « coopérative de Beauvoir-sur-Mer ». Ces coopératives se groupent au sein de la « Fédération nationale des coopératives de producteurs de sel atlantique », mais elles montrent assez vite leurs limites, et les années 1950 se terminent sur un bilan plutôt négatif : les salins de l'Ouest restent isolés face aux négociants et à la concurrence des « Salins du Midi » et des « Salines de l'Est », beaucoup plus fortement industrialisés. Le nombre de paludiers, non professionnels et âgés, décroît.
À la fin des années 1960, pour répondre au tourisme balnéaire, un projet d'aménagement envisage la transformation des marais salants en une vaste « marina » (immeubles avec « pieds dans l'eau », pontons, bassin nautique à flot) ainsi que la construction d'une route à deux fois deux voies entre La Baule et Le Croisic où un grand port de plaisance est prévu sur le Grand Traict. La station balnéaire de La Baule aurait ainsi doublé sa surface urbanisée au détriment des marais (donc en s'étendant sur la commune de Guérande) et espérait doubler sa population estivale à l'horizon 1985. Parallèlement, le parc naturel régional de Brière est créé (décret publié en 1970) comme pôle à vocation culturelle et touristique à l'intérieur des terres, celui-ci n'inclut cependant pas les marais salants dans son territoire et ses périmètres de protection. Les limites du parc régional correspondent au sud et à l'ouest au tracé d'une future voie express à deux fois deux voies (« La route bleue ») devant relier Saint-Nazaire à Vannes (partiellement réalisée aujourd'hui entre Guérande et Saint-Nazaire sous la dénomination de RD 213), en cohérence avec les développements urbanistiques et touristiques envisagés alors.
Ce projet pharaonique est à l'origine d'une prise de conscience de la fragilité des marais salants de Guérande, qui ont donc failli disparaître. Des manifestations, initiées par des militants de Mai 68, qui ont lieu à Saint-Nazaire, Nantes, La Rochelle et des recours auprès des tribunaux ont permis de faire échouer la plupart de ces projets de « développement » touristique.
La création d'un « groupement des producteurs de sel de la presqu'île guérandaise » (GPS-PG), qui fonctionne à partir de 1972 (depuis 1988 sous la forme d'une société coopérative agricole), la formation salicole diplômante en 1979 qui s'ouvre à une nouvelle génération d'exploitants souvent non issus du milieu salicole, l'inscription en 1995 des marais à l'inventaire international de la convention de Ramsar et la maîtrise complète de la mise en marché en 1998 sont l'aboutissement de cette période.

## Économie
En moyenne, les salines de Guérande produisent environ 10 000 tonnes de sel chaque année, production bien inférieure en quantité à celle, plus industrielle, des salines de la côte méditerranéenne telles que Salin-de-Giraud et Salins-d'Hyères.
L'exploitation des marais salants de Guérande était en voie d'abandon vers 1970, mais une reprise s'est amorcée à la suite d'une prise de conscience sur leur intérêt.
En 1979, une formation professionnelle est créée afin de former au métier de paludier, le brevet professionnel responsable d'exploitation agricole, option saliculture.
En 1989, le groupement des producteurs de sel constitue une coopérative agricole à laquelle la plupart des paludiers adhèrent. En 1992, elle rachète les Salines de Guérande, une société de production et de vente, afin de mieux distribuer sa production.
En 1991, obtention du Label rouge au sein de la coopérative agricole.
En 1992, création de la filiale commerciale Les Salines de Guérande et rachat de la société Le Guérandais à Pradel qui sera absorbée en 2001.
En 2002, inauguration de la structure touristique d’accueil « Terre de Sel ».
Le 20 mars 2012, le sel de Guérande obtient l'Indication géographique protégée (IGP) de la Commission européenne,.
Cette IGP reprend en grande partie le cahier des charges antérieurement déposé pour obtenir une « dénomination d'origine protégée » sous norme française de « Sel marin de l'Atlantique » protégeant et englobant les productions des Ré, Noirmoutier et Guérande, et réalisé grâce aux regroupements des producteurs dans les années 1970 face à la concurrence des salins industrialisés du Midi, et à des importations d'autres pays européens (Portugal et Espagne notamment) vendues sous des noms ambigus. Ce premier cahier des charges avait abouti à l'obtention du label rouge « sel de Guérande » en 1991 et à l'inscription des marais salants dans les « Sites Remarquables du Goût » en 1995.

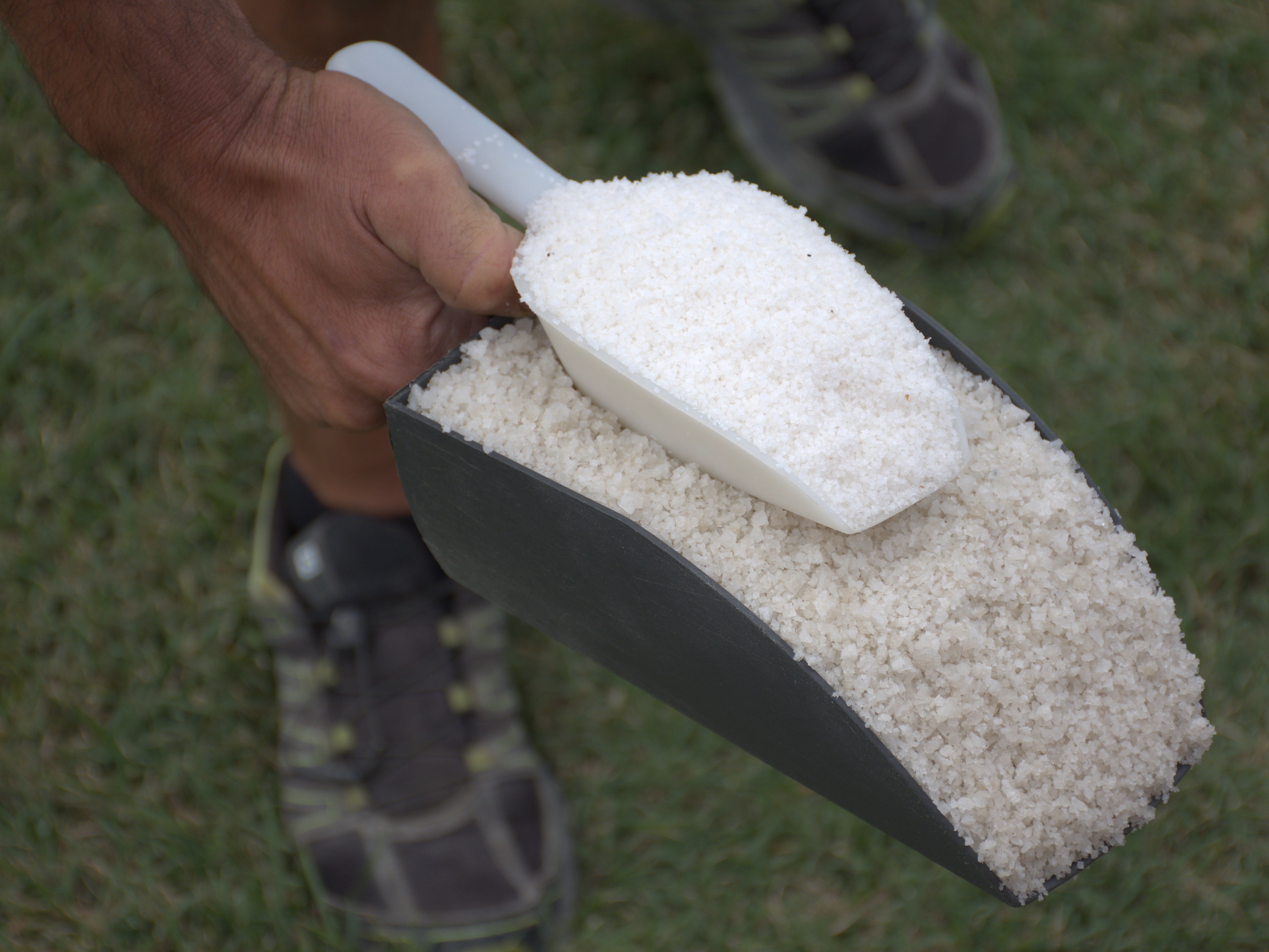
Gros sel et fleur de sel.

## Le sel
La production du sel de Guérande est un processus artisanal. Grâce à une lignée successive de bassins facilitant l’évaporation de l’eau, le sel, contenu dans la mer de l'océan Atlantique, vient se concentrer jusqu’à la création de cristaux, permettant alors une récolte par le paludier.
Ensuite, pour récolter le sel, il faut faire preuve d’habileté à travers différents outils en bois, tels que : le las à long manche de 5 mètres permettant la récolte du gros sel ; la lousse pour la fleur de sel ; et le râteau à limu permettant d’expulser les algues.
Le gros sel, qui se récolte dans le fond argileux du marais, est de couleur naturellement grise, et il est riche en magnésium et en oligo-éléments. La fleur de sel, quant à elle, est cueillie à la surface du marais et se compose de fins cristaux neigeux de couleur blanche .
Chaque paludier est responsable de son marais et exploite en moyenne 50 à 60 œillets, ce qui équivaut à environ 3 ou 4 hectares. Il va ainsi produire entre 60 et 90 tonnes de gros sel et 2 à 3 tonnes de fleur de sel.
Par ailleurs, étant responsable de son travail, le paludier récolte le sel l’été mais doit aussi entretenir son marais le reste de l'année. L’automne venu, le sel doit être protégé pour l’hiver et plus particulièrement des grandes marées et gelées hivernales. C’est aussi le moment pour remettre en état les bassins. Au printemps, le paludier doit ensuite vider les salines qui ont accumulé l’eau de pluie et également retirer la vase et les algues .

## Flore et faune
La faune et la flore du site sont variées, parmi les espèces présentes, on peut citer :
- Oiseaux : 180 espèces environ ont été observées, à ce titre, la zone a été classée zone importante pour la conservation des oiseaux (ZICO) au titre de la directive européenne Oiseaux de 1979. Parmi les espèces observées, on peut citer les suivantes, avocette, aigrette garzette, bernache cravant, busard des roseaux, courlis, foulque, gorge bleue, héron cendré, huîtrier pie, mésange à moustaches, pluvier, rousserolle effarvatte, spatule blanche, sterne pierregarin
- Animaux marins : anguille, bar, crabe, crevette, plie, mulet, artémia
- Insectes : lucane cerf-volant
- Mammifère : loutre
- Amphibiens : crapaud calamite, rainette verte, pélodyte ponctué
- Flore : Aster maritime, chêne vert, jonc, obione, oseille des rochers, roseau, salicorne, soude maritime, spartine, statice, tamaris

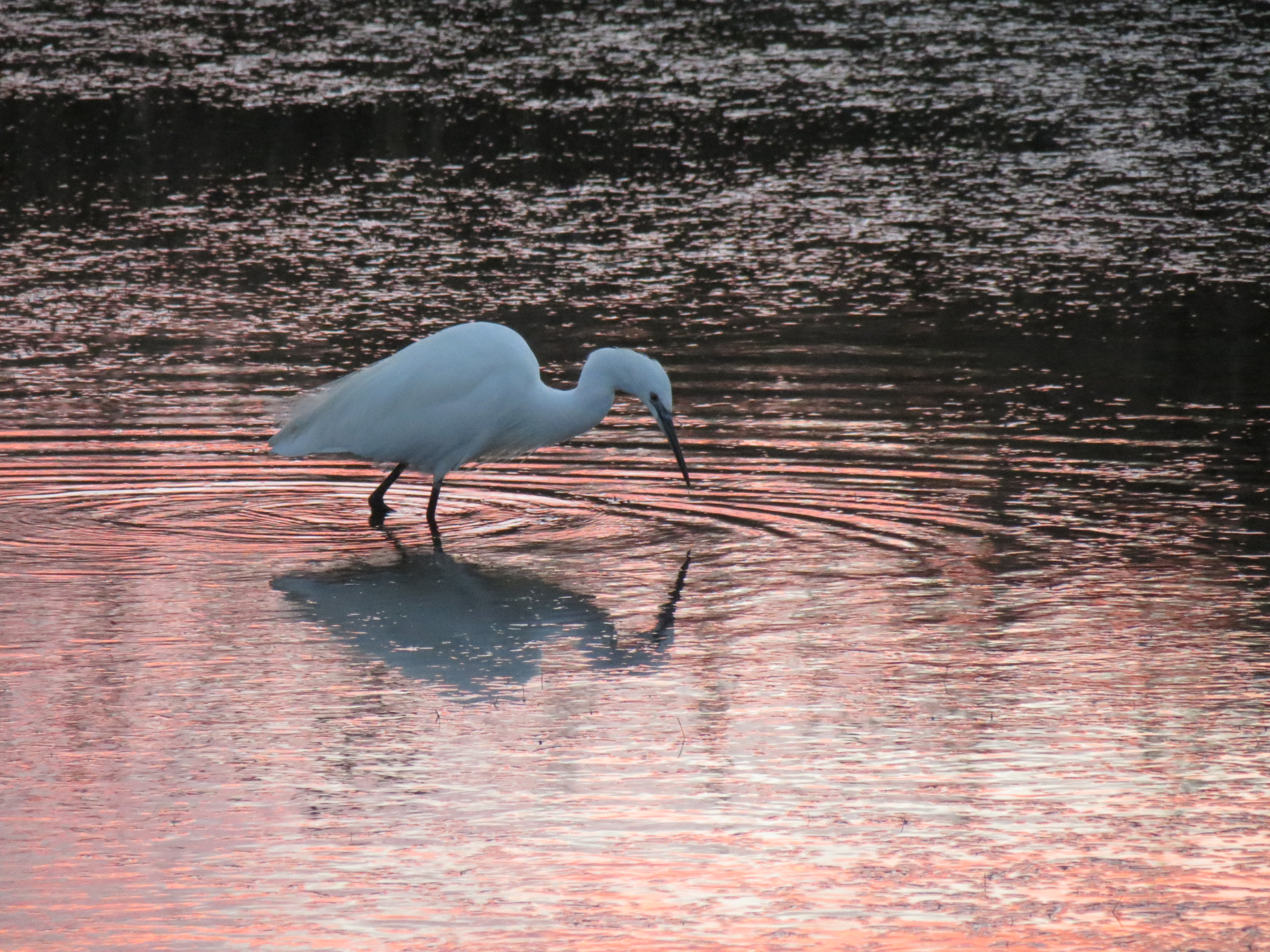
Aigrette garzette à l'aube, dans un bassin du marais.
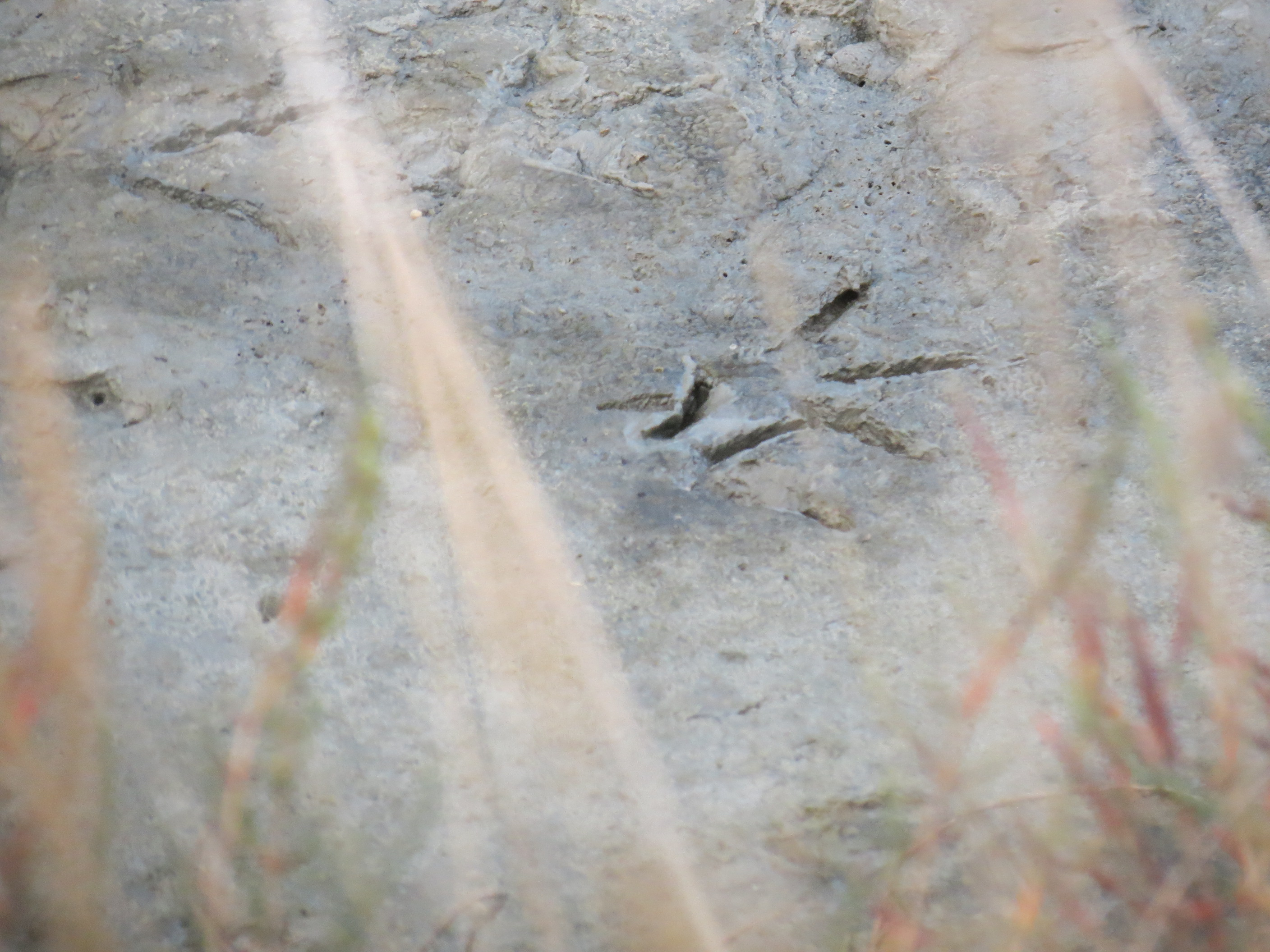
Empreinte d'oiseau dans la vase d'un bassin.
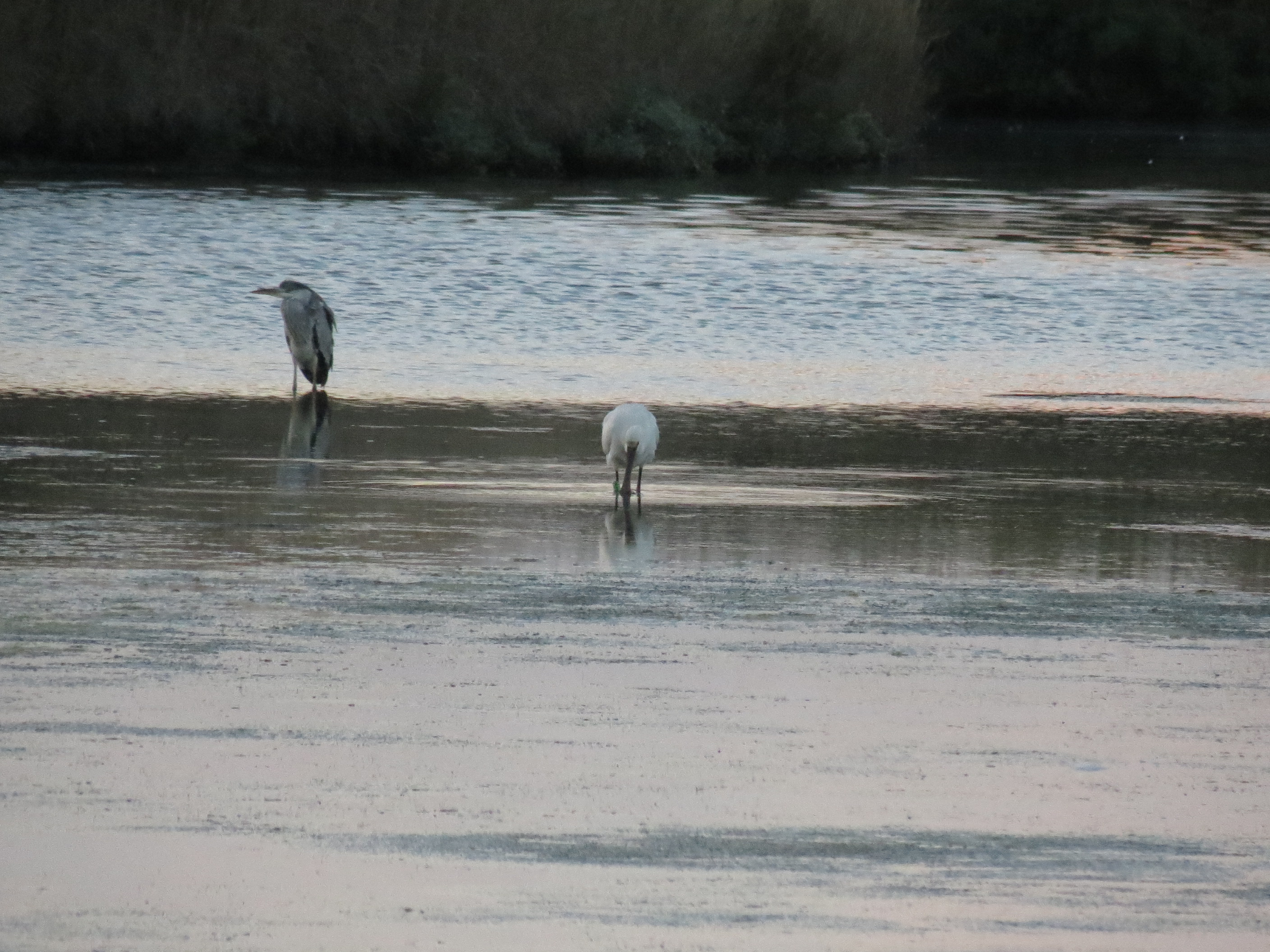
Héron cendré et spatule blanche.

## Protection
Les marais salants de Guérande se sont vu attribuer le label Paysage de Reconquête en 1992.
La zone est également classée zone naturelle d’intérêt écologique, floristique et faunistique (ZNIEFF) de catégorie 1 sous la dénomination « pointe de Pen-Bron, marais salants et coteaux de Guérande » (38,39 km²) depuis 1991.
Les marais salants de Guérande sont inscrits à l'inventaire de la convention de Ramsar depuis septembre 1995, conjointement avec les marais salants du Mès (zone humide d’importance internationale, 52 km² classés) et à la liste des sites naturels Natura 2000 conjointement avec le traict du Croisic et les dunes de Pen-Bron (43,76 km² classés).
Les marais salants de Guérande sont un site classé, au sens de l'article 4 de la loi du 2 mai 1930, pour les critères pittoresque, historique et scientifique, par arrêté ministériel du 13 février 1996. Ils présentent ainsi un intérêt général et font partie du patrimoine commun de la nation. Le site classé des marais salants de Guérande s'étend sur 3 610 ha (dont 628 hectares pour le domaine public maritime) répartis sur cinq communes : Batz-sur-Mer, Le Croisic, Guérande, Le Pouliguen et la Turballe.
De plus, le site des marais salants de Guérande est inscrit sur la « liste indicative » soumise par la France au comité de sélection du patrimoine mondial de l'humanité depuis 2002, pour son importance faunistique et floristique et comme témoin de l'activité humaine.